# Fiat 1200
De Fiat 1200 was een personenwagen uit de compacte middenklasse die door de Italiaanse autofabrikant FIAT geproduceerd werd van 1957 tot 1961. De 1200 Granluce, een chique kleine vierdeurs sedan afgeleid van de Fiat 1100, verving vanaf 1957 de Fiat 1100 TV. De 1200 TV Trasformabile verving de vorige 1100 TV Trasformabile tweedeurs roadster. In 1961 werd de 1200 Granluce vervangen door de Fiat 1300, de 1200 TV Trasformabile werd in 1959 opgevolgd door de 1200 Cabriolet.

## Fiat 1200 Granluce
De Fiat 1200 Granluce werd geïntroduceerd op het Autosalon van Turijn in 1957. De wagen verving de Fiat 1100/103 TV (Turismo Veloce), het sportiefste en meest luxueuze model van de 1100-reeks. De 1200 was uitgerust met een nieuwe motor van 1221 cc die 40 kW (55 pk) ontwikkelde. Daarmee haalde de wagen een topsnelheid van 135 km/u. Het motorvermogen werd overgebracht naar de achteras via een handmatige vierversnellingsbak met bediening aan het stuur. 
Alhoewel de wagen afgeleid was van de 1100, had de 1200 Granluce een volledige nieuwe, modernere carrosserie met een bredere voorruit, grotere zijruiten en een panoramische achterruit. Vandaar de naam Granluce ("vol licht" in het Nederlands). Achteraan nam de wagen de staartvinnen en de langere kofferbak van de toenmalige Fiat 1100 over. De Granluce was bedoeld als een luxemodel en kreeg daarom een dak in contrasterende kleur, een chroompaneel op de C-stijl en sierelementen  op de motorkap, de zijkanten en het kofferdeksel. In tegenstelling tot de 1100 had de 1200 vooraan geen "zelfmoordportieren" maar normaal scharnierende deuren.
Er werden ongeveer 400.000 exemplaren van de 1200 Granluce gebouwd voordat de productie in september 1961 stopgezet werd, toen de nieuwe en grotere Fiat 1300 gelanceerd werd. De Granluce-carrosserie werd echter wanaf 1960 ook gebruikt door de duurdere 1100-versies zoals de 1100 Speciale. In 1963 nam de 1100 D niet alleen de carrosserie maar ook de motor van de 1200 over.

## Fiat 1200 TV Trasformabile
Op het autosalon van Turijn introduceerde Fiat in 1957 naast de Granluce-sedan ook de Fiat 1200 TV Trasformabile, een tweezits roadster. Deze was grotendeels gebaseerd op de Fiat 1100/103 TV Trasformabile maar beschikte over de 1,2-liter motor. De aanpassingen aan de carrosserie waren minimaal en bestonden uit nieuwe voor- en achterbumpers met grotere stootblokken die zich verder naar binnen bevonden. In het interieur werd het houten stuur met aluminium spaken vervangen door het sportstuur van de sedan. Een nieuwigheid waren de naar buiten draaiende zetels om het in- en uitstappen te vergemakkelijken.
De 1221 cc viercilinder benzinemotor ontwikkelde net zoals bij de 1200 Granluce sedan 40 kW (55 pk), goed voor een topsnelheid van 140 km/u.

## Fiat 1200 Cabriolet
In 1959 werd de Fiat-carrosserie vervangen door een ontwerp van Pininfarina en ging de wagen voortaan als de Fiat 1200 Cabriolet door het leven. De nieuwe carrosserie was aanzienlijk eleganter en zag er langer uit. Dit nieuwe model gebruikte nog steeds het chassis en de aandrijving van de 1200 maar met een licht toegenomen motorvermogen van 43 kW (59 pk), de topsnelheid steeg naar 145 km/u.
Op basis van de nieuwe Pininfarina cabriolet ontstond ook de Fiat 1500 S Cabriolet met een 1491 cc motor van OSCA die 59 kW (80 pk) ontwikkelde.